# Götz Alsmann

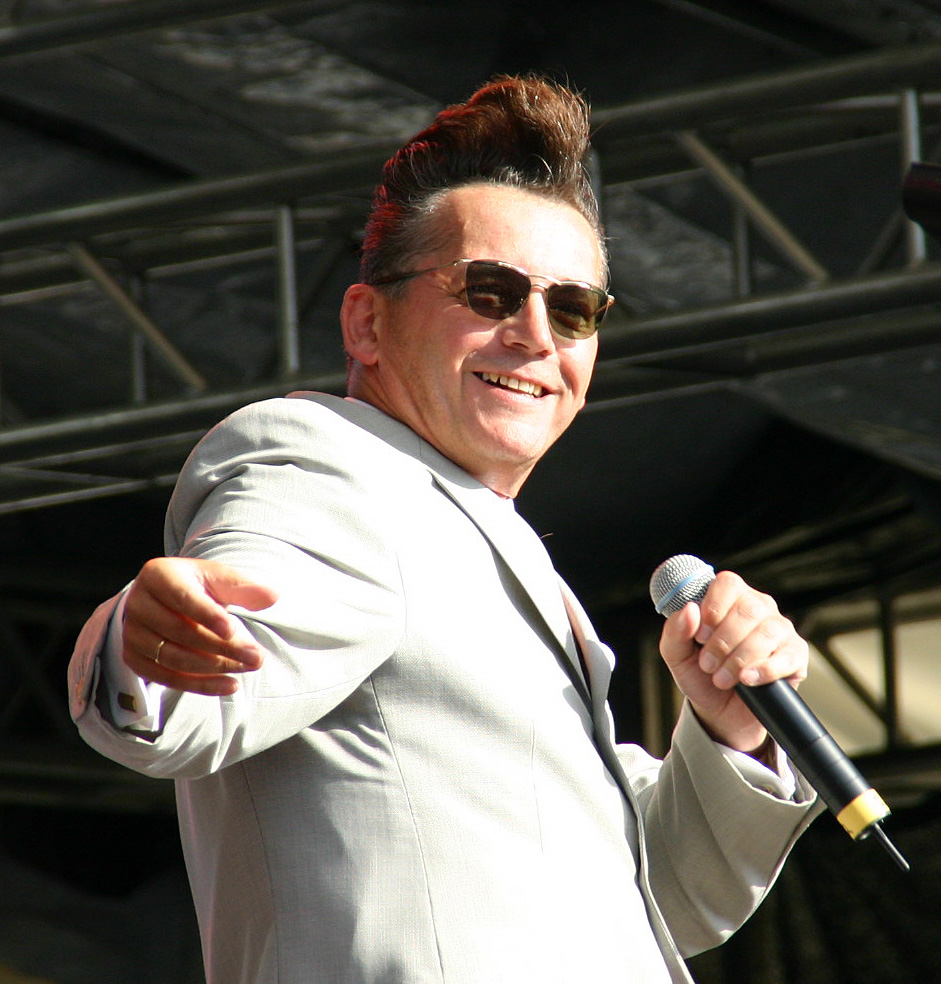
Götz Alsmann in 2005 bij het Kölner Ringfest

Götz Alsmann (Münster, 12 juli 1957) is een Duitse jazzmusicus. Naast vele andere instrumenten speelt hij voornamelijk piano en is hij zanger en entertainer. Hij is in Duitsland zeer bekend door zijn vele televisie-optredens.

## Levensloop
Al vroeg in zijn leven maakte Alsmann kennis met de belangrijkste swing- en bebopjazz doordat men in zijn ouderlijk huis veel naar deze muzieksoorten luisterde; het radioprogramma Apropos Jazz van de Amerikaanse criticus Leonard Feathers was 'vaste prik'. Hij hoorde op de radio ook Duitse schlagermusik en chansons.
In 1972 richtte Alsmann zijn eerste skifflegroep op met de naam Heupferd Jug Band, waarmee hij drie platen opnam. Vanaf 1977 studeerde Alsmann in Münster (Westfalen) germanistiek, journalistiek en muziekwetenschap. Zijn studie musicologie sloot hij in 1985 af met een proefschrift onder de titel Nichts als Krach: Die unabhängigen Schallplattenfirmen und die Entwicklung der amerikanischen populären Musik 1943–1963. Van 1980 tot 1988 speelde hij in de band Sentimental Pounders; deze band speelde muziek in de richtingen rockabilly, jive en ska. Sinds 1989 treedt hij enkel nog onder zijn eigen naam op en werkt hij met de Götz Alsmann Band. Deze band bestaat uit de volgende musici: Michael Müller (basgitaar), Rudi Marhold (slagwerk), Markus Paßlick (percussie) en Altfrid M. Sicking (vibrafoon en xylofoon). Sedert 1985 werkt Alsmann als radiopresentator. Van 1986 tot 1995 presenteerde hij de Professor Bop-Show, daarna Auf den Flügeln bunter Träume en sinds 2000 het programma Go, Götz, go! – Alsmanns Radioshow. (Alle programma's waren van de WDR).
Sinds 1986 werkt Alsmann vaak als presentator voor de televisie, aanvankelijk in Roxy – das Magazin für den jungen Erwachsenen (WDR). Daarna presenteerde hij vele programma's bijvoorbeeld van 1990 tot 1993 de vijf uur durende live-uitzendingen High Life (RIAS TV); van 1992 tot 1993 (RTL) de Gong-Show, van 1993 tot 1994 Avanti (VOX), en van 1994 tot 1996 de Spät-Show (NDR). Sinds 1996 presenteert hij samen met Christine Westermann het programma Zimmer frei!, dat in het jaar 2000 bekroond werd met de Adolf Grimme-prijs. Naar aanleiding van het vijftigjarig jubileum van de Westdeutscher Rundfunk presenteerde hij een kleine twee uur lang de speciale uitzending Mit Götz, Maus und Melone, een hommage aan de helden van een halve eeuw WDR-kindertelevisie. Götz Alsmann is getrouwd en heeft een zoon: Max Leonhard (geboren in 1990).

## Handelsmerk: de vetkuif
Götz Alsmann is snel herkenbaar aan zijn bijzondere 'vetkuif', die hij sinds zijn zestiende levensjaar cultiveert. Hoewel hij er niet graag over praat vertelde hij eens aan de schrijver Benjamin von Stuckrad-Barre dat zijn inspiratie voor deze haardracht ligt in de kapsels van Andy Mackay en Bryan Ferry. Zij droegen deze op de binnenhoes van het eerste album van Roxy Music. Götz Alsmann is een stijlicoon van de elegante herenmode. Hij werd uitverkoren tot de brildrager en tot de stropdasdrager van het jaar. In de openbaarheid gaat hij vrijwel uitsluitend gekleed in een chic pak met pochet.

## Speciale prijzen en onderscheidingen
- Adolf Grimme-prijs 2000: Fiktion und Unterhaltung[2]
- Jazz-Award 1999, 2000, 2002 en 2003
- Brillenträger des Jahres 2000[3]
- ECHO 2004 in de categorie: Jazz[4]
- Krawattenmann des Jahres 2004
- Goldene Stimmgabel 2006

## Discografie
- 1982 Party Time
- 1988 12 to 6
- 1993 Big Bamboo
- 1995 Zazou
- 1997 Gestatten... Götz Alsmann
- 1998 Zimmer Frei
- 1999 Zuckersüß
- 2001 Filmreif
- 2002 In 80 Tagen um die Welt, (Hörbuch)
- 2003 Tabu!
- 2003 Die Feuerzangenbowle, (Hörbuch)
- 2005 Drei Mann in einem Boot, (Hörbuch)
- 2005 Kuss
- 2006 Max und Moritz und andere Lieblingswerke (met Otto Sander)
- 2006 Winterwunderwelt (met de WDR Big Band Keulen)
- 2011 In Paris
- 2014 Am Broadway

LP's/CD's als gastsolist onder andere met
- Sunny Domestozs (LP Barkin' at the Moon, 1985)
- The Keytones (LP The Keytones Meet Götz Alsmann, 1989)
- Jazzkantine (LP  Frisch gepresst & live, 1996)
- Die Ärzte (Single Rebell, 1999)
- In Extremo (CD Kein Blick Zurück, 2006)

## Voetnoten
1. ↑  Benjamin von Stuckrad-Barre: Deutsches Theater. Keulen, 2001. p. 159 ISBN 3462030507.
2. ↑  Adolf Grimme Institut Gesellschaft für Medien, Bildung und Kultur mbH: 36. Adolf Grimme Preis 2000 „Fiktion & Unterhaltung“  15.12.2005
3. ↑  Kuratorium Gutes Sehen e.V.: Brillenträger des Jahres  15.12.2005
4. ↑  Deutsche Phono-Akademie e.V.: Jazz-Produktion des Jahres national/ínternational 2004

- Gemeinsame Normdatei: 109289293
- International Standard Name Identifier: 0000 0000 2373 0648
- Library of Congress Control Number: n81081454
- MusicBrainz: f07ceb71-ceec-4df7-845e-ebfd5db56fd0
- Nederlandse Thesaurus van Auteursnamen: 133621847
- Réseau des bibliothèques de Suisse occidentale: 02-A011726986
- Système universitaire de documentation: 244031894
- Virtual International Authority File: 74419845
- WorldCat: E39PBJq74Mb3dJYt7ptBrHbDbd